# God is Able
God Is Able es el vigésimo álbum del conjunto de música cristiana, Hillsong Live. Esta producción fue grabada en el Sídney Entertainment Centre en Australia por Reuben Morgan, Darlene Zschech y Hillsong el 7 de noviembre de 2010.
La mayoría de las canciones fueron escritas por Reuben Morgan, Ben Fielding y Dylan Thomas. Los otros compositores son Darlene Zschech, Harrison Wood, Jill McCloghry, Sam Knock, Joel Davies, Jason Ingram y Joel Houston. 
Este es el primer DVD del ministerio para proporcionar una mayor calidad de imagen que sus predecesores.

## Recepción

### Crítica
En general el álbum recibió reseñas positivas de parte de la crítica. Steve Leggett de Allmusic dijo que el álbum era una colección con canciones frescas dándole tres de cinco estrellas. Ed Rotheram de la página All About Workship indicó en una buena reseña que el disco tiene «letras casi poéticas que establecen un respaldo sutil de piano y cuerdas». Laura Chambers de Christian Music Review le dio una «B+», con lo que indicó que God is Able es con su nombre una respuesta a los desastres naturales que han ocurrido, sin embargo añadió que este poseía «emociones que no tenían nada que ver con Dios». El sitio web Christian Paradise alabó las canciones del proyecto musical señalándolas como «devocionales y potentes» incluyendo que «será recordado como uno de los mejores discos de culto de 2011». Ron Augustine de la revista estadounidense Christianity Today le dio una calificación de tres estrellas sobre cinco comentando que:

«Adoración moderna es prácticamente sinónimo de Hillsong. Mientras que God is Able es básicamente la misma fórmula que han utilizado durante los últimos dos decenios, tiene canciones accesibles y fáciles de cantar. En esta grabación en vivo, es casi posible escuchar las voces que cantaban con las manos hacia arriba, más allá del techo. Sin lugar a dudas, esto es música diseñada para inspirar a los cristianos a expresar su fe a través de la contemplación».
Ron Augustine, redactor de Christianity Today.

Dave Gómez de la revista online Enlace Musical le dio una buena reseña denotando que la voces de Darlene Zchech, Joel Houston, Joel Davies y Ben Fielding «aportan autoría a las canciones», elogiando en definitiva a «The Difference» afirmando que es «la canción más ágil y distintiva del disco». Jono Davies de Louder Than The Music le dio una crítica muy positiva con cinco estrellas alagando las interpretaciones y la composición de las melodías; también comparó el sonido del álbum con el de las grabaciones de la banda Hillsong United. A pesar de las críticas positivas la página web Jesus Freak Hideout indicó que no tiene originalidad en comparación con otros proyectos de la iglesia australiana.

### Comercial
En su debut, God is Able llegó a posicionarse en el N.º 3 en los ARIA Albums Top 50 y le siguieron los puestos N.º 8, 20, 35 y salió en el N.º 20 de la lista de popularidad; también estuvo en el puesto N.º 3 de la lista Top 40 DVD Chart. En Nueva Zelanda solo estuvo dos semanas en The Official Nuew Zelan Music Chart, ingresando en el puesto N.º 31 y saliendo en el N.º 39. En la semana de estreno del disco en los Estados Unidos alcanzó el lugar N.º 35 del Billboard 200 y el N.º 1 del Christian Albums, permaneciendo en los charts solo esa semana. Las descargas del álbum en línea y sus ventas a través de internet en territorio estadounidense hicieron que llegara al puesto N.º 7 en el iTunes Top Chart y el N.º 9 del Digital Albums.

## Lista de canciones
| Edición estándar - God is Able |                           |                              |          |  |
| N.º                            | Título                    | Escritor(es)                 | Duración |  |
| 1.                             | «Rise»                    | Joel Houston                 | 6:01     |  |
| 2.                             | «With Us»                 | Reuben Morgan y Dylan Thomas | 4:41     |  |
| 3.                             | «Unending Love»           | Jill McCloghry y Sam Knock   | 6:20     |  |
| 4.                             | «The Lost Are Found»      | Sam Knock y Ben Fielding     | 8:33     |  |
| 5.                             | «God Is Able»             | Reuben Morgan y Dylan Thomas | 4:40     |  |
| 6.                             | «The Difference»          | Joel Davies y Ben Fielding   | 3:48     |  |
| 7.                             | «Alive In Us»             | Reuben Morgan y Jason Ingram | 4:31     |  |
| 8.                             | «You Are More»            | Harrison J. Wood             | 5:47     |  |
| 9.                             | «Narrow Road»             | Braden Lang                  | 4:45     |  |
| 10.                            | «My Heart Is Overwhelmed» | Dylan Thomas                 | 5:11     |  |
| 11.                            | «Cry Of The Broken»       | Darlene Zschech              | 6:05     |  |
| 57:40                          |                           |                              |          |  |

| Edición de lujo - God is Able |             |                              |          |  |
| N.º                           | Título      | Escritor(es)                 | Duración |  |
| 12.                           | «Go»        | Matt Crocker                 | 4:24     |  |
| 13.                           | «Awakening» | Reuben Morgan y Chris Tomlin | 6:05     |  |

1. «Rise»
2. «The Difference»
3. «With Us»
4. «Unending Love»
5. «Alive in Us»
6. «Narrow Road»
7. «My Heart Is Overwhelmed»
8. «Cry of the Broken»
9. «Awakening»
10. «God in Everything»
11. «You Are More»
12. «The Lost Are Found»
13. «God is Able»
14. «Go»
15. «Yours Forever»

Bonus - Canciones acústicas
1. «God is Able»
2. «The Lost Are Found»
3. «My Heart Is Overwhelmed»

Bonus - Entrevistas
1. «Rise» - Joel Houston
2. «With Us» - Reuben Morgan y Dylan Thomas
3. «The Lost Are Found» - Ben Fielding
4. «God is Able» - Reuben Morgan y Ben Fielding
5. «The Difference» - Joel Davies y Ben Fielding
6. «Alive in Us» - Reuben Morgan
7. «Cry of the Broken» - Darlene Zschech
8. «Awakening» - Reuben Morgan

## Personal
Líderes:
- Darlene Zschech - Líder, compositor
- Reuben Morgan - Pastor, líder, compositor
- Joel Houston - Líder, vocalista de apoyo, compositor
- Ben Fielding - Líder, vocalista de apoyo, compositor
- Jad Gillies - Líder, vocalista de apoyo
- Annie Garrett - Líder, vocalista de apoyo
- Dave Ware - Líder, vocalista de apoyo
- Jonathan Douglass (JD) - Líder, vocalista de apoyo
- Jill McCloghry - Líder, compositor
- Chantel Norman - Líder
- Matt Crocker - Líder (solamente en DVD)

Director creativo:
- Joel Houston

Pastor:
- Reuben Morgan

Pastores de la iglesia Hillsong:
- Brian Houston
- Bobbie Houston